# Open Comunidad de Madrid 2023 - Doppio
Adam Pavlásek e Igor Zelenay erano i detentori del titolo; Pavlásek ha deciso di non partecipare a quest'edizione del torneo mentre Zelenay ha difeso il titolo in coppia con Petr Nouza ma sono stati eliminati al primo turno da Andrew Harris e John-Patrick Smith.
In finale Ivan Liutarevich e Vladyslav Manafov hanno sconfitto Patrik Niklas-Salminen e Bart Stevens con il punteggio di 6–4, 6–4.

## Teste di serie
1. Nicolás Barrientos /  Ariel Behar (quarti di finale)
2. Sriram Balaji /  Jeevan Nedunchezhiyan (semifinale)

1. Victor Vlad Cornea /  Marcelo Demoliner (quarti di finale)
2. Andrew Harris /  John-Patrick Smith (quarti di finale)

## Wildcard
1. Miguel Avendaño Cadena /  Rafael Jódar (primo turno)

1. Miguel Damas /  Alejandro Moro Cañas (quarti di finale)

## Alternate
1. Evgenij Karlovskij /  Aleksandr Ševčenko (primo turno)

## Tabellone

### Legenda
| - Q = Qualificato - WC = Wild card - LL = Lucky loser | - ALT = Alternate - SE = Special Exempt - PR = Protected Ranking | - w/o = Walkover - r = Ritirato - d = Squalificato |

|  | Primo turno | Primo turno                   | Primo turno                   | Primo turno            | Primo turno |  |  | Quarti di finale | Quarti di finale            | Quarti di finale          | Quarti di finale          | Quarti di finale |    |      | Semifinali | Semifinali                         | Semifinali                         | Semifinali                          | Semifinali                          |   |   | Finale | Finale | Finale | Finale | Finale |  |
|  |             |                               |                               |                        |             |  |  |                  |                             |                           |                           |                  |    |      |            |                                    |                                    |                                     |                                     |   |   |        |        |        |        |        |  |
|  | 1           | N Barrientos A Behar          | 7                             | 3                      | [10]        |  |  |                  |                             |                           |                           |                  |    |      |            |                                    |                                    |                                     |                                     |   |   |        |        |        |        |        |  |
|  |             | J-s Nam M-k Song              | 64                            | 6                      | [3]         |  |  | 1                | N Barrientos A Behar        | 78                        | 2                         | [6]              |    |      |            |                                    |                                    |                                     |                                     |   |   |        |        |        |        |        |  |
|  |             | R Bonadio N Moreno de Alboran | R Bonadio N Moreno de Alboran | 3                      | 4           |  |  |                  | O Luz M Zormann             | 6                         | 6                         | [10]             |    |      |            |                                    |                                    |                                     |                                     |   |   |        |        |        |        |        |  |
|  |             | O Luz M Zormann               | O Luz M Zormann               | 6                      | 6           |  |  |                  |                             |                           |                           |                  |    |      |            | O Luz M Zormann                    | 610                                | 7                                   | [6]                                 |   |   |        |        |        |        |        |  |
|  | 3           | VV Cornea M Demoliner         | VV Cornea M Demoliner         | 6                      | 6           |  |  |                  |                             |                           | I Liutarevich V Manafov   | 712              | 64 | [10] |            |                                    |                                    |                                     |                                     |   |   |        |        |        |        |        |  |
|  | WC          | M Avendaño Cadena R Jódar     | M Avendaño Cadena R Jódar     | 3                      | 2           |  |  | 3                | VV Cornea M Demoliner       | 64                        | 6                         | [4]              |    |      |            |                                    |                                    |                                     |                                     |   |   |        |        |        |        |        |  |
|  |             | I Liutarevich V Manafov       | 5                             | 6                      | [10]        |  |  |                  | I Liutarevich V Manafov     | 7                         | 1                         | [10]             |    |      |            |                                    |                                    |                                     |                                     |   |   |        |        |        |        |        |  |
|  |             | L Margaroli F Romboli         | 7                             | 3                      | [6]         |  |  |                  |                             |                           |                           |                  |    |      |            | Ivan Liutarevich Vladyslav Manafov | Ivan Liutarevich Vladyslav Manafov | 6                                   | 6                                   |   |   |        |        |        |        |        |  |
|  |             | S Arends J Sels               | S Arends J Sels               | 64                     | 5           |  |  |                  |                             |                           |                           |                  |    |      |            |                                    |                                    | Patrik Niklas-Salminen Bart Stevens | Patrik Niklas-Salminen Bart Stevens | 4 | 4 |        |        |        |        |        |  |
|  |             | P Niklas-Salminen B Stevens   | P Niklas-Salminen B Stevens   | 7                      | 7           |  |  |                  | P Niklas-Salminen B Stevens | 6                         | 4                         | [10]             |    |      |            |                                    |                                    |                                     |                                     |   |   |        |        |        |        |        |  |
|  |             | P Nouza I Zelenay             | P Nouza I Zelenay             | 6(1)                   | 65          |  |  | 4                | A Harris J-P Smith          | 4                         | 6                         | [6]              |    |      |            |                                    |                                    |                                     |                                     |   |   |        |        |        |        |        |  |
|  | 4           | A Harris J-P Smith            | A Harris J-P Smith            | 7                      | 7           |  |  |                  |                             |                           |                           |                  |    |      |            | P Niklas-Salminen B Stevens        | 1                                  | 6                                   | [10]                                |   |   |        |        |        |        |        |  |
|  |             | R Brancaccio F Passaro        | R Brancaccio F Passaro        | R Brancaccio F Passaro |             |  |  |                  |                             | 2                         | S Balaji J Nedunchezhiyan | 6                | 3  | [8]  |            |                                    |                                    |                                     |                                     |   |   |        |        |        |        |        |  |
|  | WC          | M Damas A Moro Cañas          | M Damas A Moro Cañas          | M Damas A Moro Cañas   | w/o         |  |  | WC               | M Damas A Moro Cañas        | M Damas A Moro Cañas      | 64                        | 4                |    |      |            |                                    |                                    |                                     |                                     |   |   |        |        |        |        |        |  |
|  | Alt         | E Karlovskij A Ševčenko       | E Karlovskij A Ševčenko       | 6                      | 4           |  |  | 2                | S Balaji J Nedunchezhiyan   | S Balaji J Nedunchezhiyan | 7                         | 6                |    |      |            |                                    |                                    |                                     |                                     |   |   |        |        |        |        |        |  |
|  | 2           | S Balaji J Nedunchezhiyan     | S Balaji J Nedunchezhiyan     | 78                     | 6           |  |  |                  |                             |                           |                           |                  |    |      |            |                                    |                                    |                                     |                                     |   |   |        |        |        |        |        |  |